# Лаські
Лаські — польські шляхетські роди.

## Гербу Кораб
- Войцех з Кровиці й Ласька — родич («кровний») краківського єпископа Яна з Радлічиць
  - Міхал з Кровиці
  - Ян з Кровиці й Ласька
    - Анджей з Ласька
      - Анджей
        - Ярослав — воєвода ленчицький, серадзький
          - Геронім (Ярослав)
            - Альбрехт, 3 рази одружений: перша дружина — Катажина з Ольшин Бучинська, друга — Беата з Косцелецьких Острозька[1] (вдова князя Іллі Острозького). Дітей мав тільки у третьому шлюбі,
              - Ян Геронім (пом. 1631) — другий чоловік сестри руського воєводи Яна (Івана) Даниловича Ядвіги.[2]
              - ім'я невідоме — дружина Станіслава Вольського[3]

          - Ян — протестантський богослов і діяч
          - Станіслав
            - Миколай — староста красноставський
            - Анна — дружина опочинського старости Станіслава Одровонжа, познаньського воєводи Анджея Косцелецького
            - Ядвіга — дружина Яна Жешовського
            - Катажина — дружина Мацея Влодека

## Гербу Рогаля
- Анджей, дружина — Тереза Ковальська
  - Александер — ловчий теребовельський, дружина — Гелена Домбровська[4]
    - Даніель[джерело?]

## Герб невідомий
- Марія з Лаських Собещанська — старостина хребтіївська (пом. 7 квітня 1768 р., похована 13 квітня в костелі Внебовзяття Пресвятої Діви Марії в Бучачі).